# Сезон ФК «Динамо» (Київ) 1940
Сезон «Динамо» (Київ) 1940 — шостий сезон «Динамо» (Київ) в рамках всесоюзних чемпіонатів. Команда посіла 8-ме місце серед 14 колективів чемпіонату СРСР групи «А», який пройшов в два кола з 2 травня по 17 листопада 1940 року.

## Підготовка до сезону
Перед початком сезону команду покинули нападник Петро Котляр, який перейшов у київський УБЧА, та півзахисники Микола Уваренко та Іван Чирьєв. Замість них до команди прийшли Микола Балакін та Йосип Качкін з київського «Локомотива», Володимир Онищенко з одеського «Динамо», Василь Глазков з ростовського "Динамо"та Олександра Скоценя з московського «Динамо». Крім того, з-під арешту повернувся і колишній лідер команди Костянтин Щегоцький
Також, посеред сезону зміна відбулася і на тренерському містку — у вересні замість Михайла Печеного, під керівництвом якого команда другий сезон знаходилася у нижній частині таблиці, головним тренером команди став Михайло Бутусов, який до того досить успішно тренував тбіліське «Динамо».

## Головні події сезону
«Динамівці» другий сезон поспіль показували невиразну гру і перебували в нижній частині таблиці. 4 липня кияни зіграли найрезультативніший матч чемпіонатів СРСР: українська команда поступилася московському «Динамо» з рахунком 5-8. А 25 серпня взагалі поступилися їм же з рахунком 0-7, що стало для киян найбільшою поразкою в чемпіонатах за всю історію.
У вересні головним тренером став Михайло Бутусов, бронзовий призер минулого чемпіонату СРСР з тбіліським «Динамо», проте і він не зміг виправити становище — в підсумку команда з усього шістьма перемогами зайняла восьме місце з тринадцяти команд. Чотирнадцятий учасник — «Локомотив» (Тбілісі) був знятий з чемпіонату і результати зустрічей всіх команд із ним були анульовані.
Крім того, цього сезону не відбувся Кубок СРСР. Його розіграш мав пройти після звершення першості, проте через те, що чемпіонат був затягнутий, для матчей кубку не вистачило часу і в його рамках не було проведено жодного матчу.
У списку «33 найкращих гравців СРСР» опинився лише один динамівець — Микола Трусевич (№ 2). В майбутньому, лише через 12 років кияни знову потраплять у цей список.

## Склад
| №  | Гравець             | Амплуа      | Дата народження   | І (ч) | Г (ч) |
| -- | ------------------- | ----------- | ----------------- | ----- | ----- |
| 1  | Микола Трусевич     | Воротар     | 5 лютого 1909     | 12    | ‑15   |
| 1  | Антон Ідзковський   | Воротар     | 29 грудня 1907    | 15    | ‑35   |
| 2  | Олексій Клименко    | Захисник    | 1912              | 14    | 0     |
| 2  | Василь Глазков      | Захисник    | 14 серпня 1909    | 10    | 0     |
|    | Анатолій Савицький  | Захисник    | 1917              | 3     | 0     |
| 5  | Олександр Фесенко   | Захисник    | 1916              | 10    | 0     |
| 4  | Володимир Гребер    | Півзахисник | 8 листопада 1911  | 17    | 1     |
| 4  | Іван Кузьменко      | Півзахисник | 15 вересня 1912   | 12    | 1     |
| 5  | Йосип Ліфшиць       | Півзахисник | 8 березня 1914    | 12    | 0     |
| 6  | Борис Афанасьєв     | Півзахисник | 8 жовтня 1913     | 12    | 0     |
| 3  | Микола Махиня       | Нападник    | 30 листопада 1912 | 23    | 0     |
| 6  | Микола Коротких     | Нападник    | 1909              | 4     | 0     |
| 7  | Микола Балакін      | Нападник    | 22 травня 1911    | 22    | 5     |
| 7  | Макар Гончаренко    | Нападник    | 11 квітня 1912    | 0     | 0     |
| 8  | Володимир Онищенко  | Нападник    | 1915              | 13    | 1     |
| 8  | Віктор Шиловський   | Нападник    | 25 липня 1911     | 11    | 2     |
| 9  | Костянтин Щегоцький | Нападник    | 13 квітня 1911    | 15    | 3     |
| 10 | Петро Лайко         | Нападник    | 27 вересня 1910   | 19    | 9     |
| 10 | Павло Комаров       | Нападник    | 16 березня 1913   | 19    | 3     |
| 11 | Костянтин Калач     | Нападник    | 1914              | 16    | 3     |
| 11 | Йосип Качкін        | Нападник    | 1919              | 14    | 1     |
|    | Олександр Скоцень   | Нападник    | 28 липня 1918     | 5     | 2     |

- З урахуванням двох анульованих матчів проти «Локомотива» (Тбілісі).

## Чемпіонат СРСР

### Матчі
| Дата       | Тур | Команда 1      | Рахунок   | Команда 2      |
| ---------- | --- | -------------- | --------- | -------------- |
| 02.05.1940 | 10  | «Металург» М   | 1:1 (0:1) | «Динамо» К     |
| 07.05.1940 | 2   | «Динамо» К     | 1:3 (1:2) | «Локомотив» М  |
| 12.05.1940 | 3   | «Динамо» К     | 1:0 (0:0) | «Торпедо» М    |
| 17.05.1940 | 4   | «Динамо» К     | 4:1 (3:0) | ЦБЧА           |
| 25.05.1940 | 5   | «Зеніт»        | 0:0       | «Динамо» К     |
| 30.05.1940 | 6   | «Динамо» Л     | 1:1 (1:0) | «Динамо» К     |
| 04.06.1940 | 7   | «Динамо» М     | 8:5 (2:2) | «Динамо» К     |
| 11.06.1940 | 8   | «Динамо» К     | 3:0 (1:0) | «Локомотив» Тб |
| 16.06.1940 | 9   | «Динамо» К     | 0:3 (0:2) | «Динамо» Тб    |
| 20.06.1940 | 1   | «Динамо» К     | 0:0       | «Крила Рад»    |
| 27.06.1940 | 11  | «Трактор»      | 0:2 (0:0) | «Динамо» К     |
| 02.07.1940 | 12  | «Стахановець»  | 1:2 (1:0) | «Динамо» К     |
| 11.07.1940 | 13  | «Спартак» М    | 5:1 (2:1) | «Динамо» К     |
| 25.07.1940 | 23  | «Динамо» К     | 0:0       | «Металург» М   |
| 13.08.1940 | 18  | «Динамо» К     | 4:1 (0:0) | «Зеніт»        |
| 21.08.1940 | 19  | «Динамо» К     | 2:1 (1:1) | «Динамо» Л     |
| 25.08.1940 | 20  | «Динамо» К     | 0:7 (0:4) | «Динамо» М     |
| 01.09.1940 | 21  | «Локомотив» Тб | 3:3 (2:2) | «Динамо» К     |
| 06.09.1940 | 22  | «Динамо» Тб    | 6:1 (3:0) | «Динамо» К     |
| 06.10.1940 | 25  | «Динамо» К     | 1:1 (1:0) | «Стахановець»  |
| 09.10.1940 | 15  | «Локомотив» М  | 2:1 (2:0) | «Динамо» К     |
| 14.10.1940 | 16  | «Торпедо» М    | 2:0 (0:0) | «Динамо» К     |
| 18.10.1940 | 17  | ЦБЧА           | 1:1 (0:0) | «Динамо» К     |
| 27.10.1940 | 14  | «Крила Рад»    | 0:0       | «Динамо» К     |
| 03.11.1940 | 24  | «Динамо» К     | 2:3 (2:2) | «Трактор»      |
| 08.11.1940 | 26  | «Динамо» К     | 2:2 (1:0) | «Спартак» М    |

### Турнірна таблиця
| М     | Команда                 | І  | В  | Н | П  | М     | О  |
| ----- | ----------------------- | -- | -- | - | -- | ----- | -- |
|       | «Динамо» (Москва)       | 24 | 16 | 4 | 4  | 74-30 | 36 |
|       | «Динамо» (Тбілісі)      | 24 | 15 | 4 | 5  | 56-30 | 34 |
|       | «Спартак» (Москва)      | 24 | 13 | 5 | 6  | 54-35 | 31 |
| 4     | ЦБЧА (Москва)           | 24 | 10 | 9 | 5  | 46-35 | 29 |
| 5     | «Динамо» (Ленінград)    | 24 | 11 | 5 | 8  | 47-44 | 27 |
| 6     | «Локомотив» (Москва)    | 24 | 10 | 5 | 9  | 36-52 | 25 |
| 7     | «Трактор» (Сталінград)  | 24 | 8  | 7 | 9  | 38-37 | 23 |
| 8     | «Динамо» (Київ)         | 24 | 6  | 9 | 9  | 32-49 | 21 |
| 9     | «Крила Рад» (Москва)    | 24 | 6  | 7 | 11 | 26-34 | 19 |
| 10    | «Зеніт» (Ленінград)     | 24 | 6  | 6 | 12 | 37-42 | 18 |
| 11    | «Торпедо» (Москва)      | 24 | 6  | 6 | 12 | 36-50 | 18 |
| 12    | «Стахановець» (Сталіно) | 24 | 6  | 4 | 14 | 32-43 | 16 |
| 13    | «Металург» (Москва)     | 24 | 5  | 5 | 14 | 37-70 | 15 |
| знято | «Локомотив» (Тбілісі)   |    |    |   |    |       |    |

- Система нарахування очок: 2 за перемогу, 1 за нічию і 0 за поразку.

## Кубок СРСР

### Матчі
| Дата           | Раунд | Команда 1              | Рахунок | Команда 2  |
| -------------- | ----- | ---------------------- | ------- | ---------- |
| Не встановлено | 1/16  | «Авангард» (Ленінград) | -:-     | «Динамо» К |